# أبوتربة (باغ صفا)
أبوتربة (بالفارسية: ابوتربه) هي قرية تقع في إيران في قسم باغ صفا الريفي. يقدر عدد سكانها بـ 367 نسمة بحسب إحصاء 2016.